# Gröpernmühle

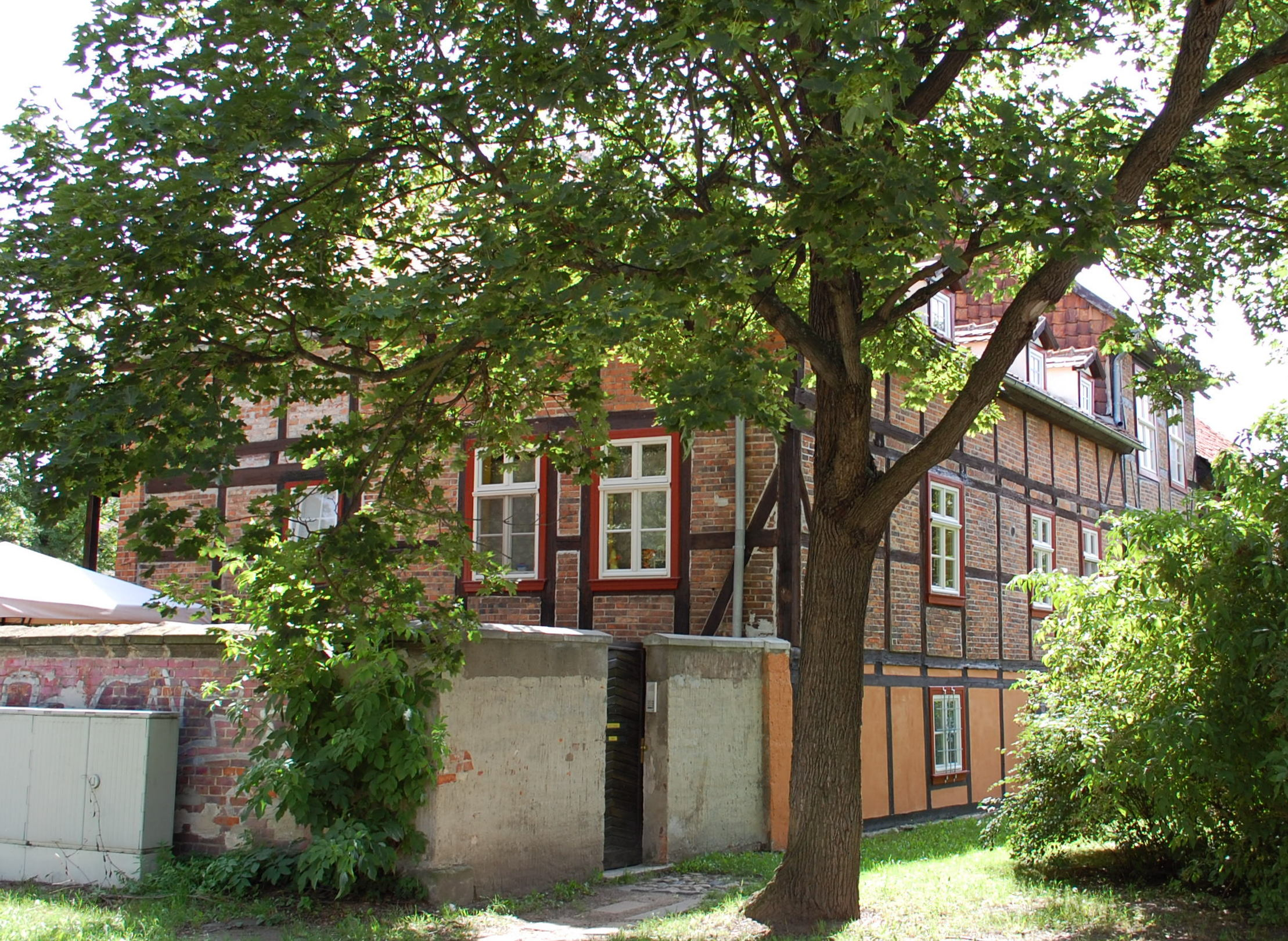
Gröpernmühle

Die Gröpernmühle ist eine denkmalgeschützte ehemalige Wassermühle in Quedlinburg in Sachsen-Anhalt.

## Lage
Die im Quedlinburger Denkmalverzeichnis eingetragene Mühle befindet sich nördlichen der Quedlinburger Altstadt auf der Ostseite der Straße Gröpern an der Adresse Gröpern 22. Sie gehört zum UNESCO-Weltkulturerbe. Westlich des Anwesens verläuft Mühlengraben, an dessen linken Ufer die Gröpernmühle liegt.

## Architektur und Geschichte
Der Mühlenhof besteht aus einer einfach gehaltenen dreiseitigen Bebauung aus Fachwerkhäusern. Die Mühlengebäude stammen größtenteils aus dem späten 18. und frühen 19. Jahrhundert.
Die Geschichte der Mühle ist jedoch deutlich älter. Die erste urkundliche Erwähnung stammt bereits aus der Zeit um das Jahr 1050. 1821 erwarb die Firma Kratzenstein, die die Schlossmühle Quedlinburg betrieb, auch die Gröpernmühle. Zur Gröpernmühle gehörte eine eigene Kornbrennerei. Nach dem Ersten Weltkrieg stellte die Gröpernmühle dann ihren Betrieb ein.